# Dendromyrmex chartifex
Dendromyrmex chartifex är en myrart som först beskrevs av Smith 1860.  Dendromyrmex chartifex ingår i släktet Dendromyrmex och familjen myror.

## Underarter
Arten delas in i följande underarter:
- D. c. chartifex
- D. c. felis
- D. c. mamoreensis
- D. c. vestitus